# Calgary Flames
De Calgary Flames is een ijshockeyploeg uit Calgary, Alberta en komen uit in de National Hockey League. Ze spelen hun thuiswedstrijden in Scotiabank Saddledome. De Calgary Flames bestaan sinds 1980, daarvoor heetten ze de Atlanta Flames

## Geschiedenis

### De jaren in Atlanta
Voordat de Flames naar Calgary verhuisden heetten ze de Atlanta Flames. Die ontstonden dankzij de oprichting van een concurrent van de NHL, de World Hockey Association. In december 1971 besloot de NHL om snel een team aan Long Island toe te kennen om te voorkomen dat de WHA een franchise in het splinternieuwe Nassau Coliseum zou toekennen. Het team uit Long Island bestaat nog steeds en heet de New York Islanders.
Omdat er nu een team te veel in de NHL was besloot de NHL nog een team toe te laten, aangezien er een even aantal moest zijn. Ze gaven de eigenaren van het NBA-team de Atlanta Hawks een plek. Tom Cousins, het hoofd van die eigenaren gaf het team de naam Atlanta Flames. De Atlanta Flames waren in het begin best succesvol en haalden zes van de acht seizoenen de play-offs, wat erg sterk is voor een nieuw NHL team.
Financieel ging het niet echt goed met de Flames, aangezien het stadion geen vip-boxen had, terwijl die juist veel inkomsten genereren. Dankzij het succes in de eerste jaren kregen ze ook nog eens lage draft keuzes waardoor de goede rookies voor hun neus werden weggeplukt.

### Het begin in Calgary
Toen er vanuit Calgary een bod kwam op de Atlanta Flames van 16 miljoen dollar verkocht Tom Cousins zijn team en meteen werd het team naar Calgary verhuisd. De nieuwe eigenaren besloten om de ‘Flames’ te blijven. De vlammende A in het logo werd een vlammende C en de Calgary Flames waren geboren. In 1995 zou het logo een kleine aanpassing krijgen. Er werd een zwarte rand toegevoegd.
In hun allereerste play-off optreden wonnen de Calgary Flames van de Chicago Blackhawks, een van de zogenaamde Original Six. Ze kwamen ook door de tweede ronde door te winnen van de Philadelphia Flyers over zeven wedstrijden. Uiteindelijk verloren ze van de Minnesota North Stars in de halve finale van de Western Conference. Het vroege succes van de Flames werd niet snel herhaald. Na een slechte reeks in 1981-1982 besloot de Algemeen Directeur Cliff Fletcher een paar spelers die nog met het team mee waren gekomen uit Atlanta te ontslaan, ze konden volgens hem de druk van het presteren op hoog niveau niet aan, en hij het team werd opnieuw opgebouwd. De drie daaropvolgende seizoenen trok hij een kern van spelers aan die tot in de jaren ’90 bij elkaar zouden blijven.
De Flames waren een van de eerste teams in de NHL die een groot aantal Amerikaanse college-spelers aantrokken. Ook was het scoutingapparaat actief in Europa. Uit de toenmalige Sovjet-Unie kwam onder andere sterspeler Sergei Makarov. Echter, spelers uit de Sovjet-Unie mochten pas vanaf 1989 vertrekken naar Westerse teams. Toch had het team een goede ontwikkeling doorgemaakt. Zo hadden de Edmonton Oilers 7 wedstrijden nodig in de play-offs in 1984, het jaar dat Edmonton de Stanley Cup won.

### De gloriejaren
Dankzij het creëren van een vaste kern kwamen in 1982 de successen. In midden jaren ’80 en de vroege jaren ’90 waren de Calgary Flames een van de beste teams in de NHL samen met de eeuwige rivaal de Edmonton Oilers (beide teams komen uit Alberta en een wedstrijd tussen beide teams wordt vaak de battle of Alberta genoemd. Ondanks de goede seizoenen van de Flames, waarin ze maar 1 seizoen minder dan 90 punten haalden, werden ze steeds vroeg uitgeschakeld in de play-offs. Dit kwam dankzij de rivaal uit Edmonton. Door het play-off systeem kwam het destijds vaak voor dat Calgary en Edmonton elkaar troffen in de eerste of tweede ronde. In 1986, toen onder andere Al MacInnis en Mike Vernon de ploeg kwamen versterken, versloegen de Flames in de eerste ronde de Vancouver Canucks en in de tweede ronde troffen ze wederom de Edmonton Oilers. Dit keer was Calgary echter de sterkere en ze versloegen de Oilers in 7 wedstrijden. In de finale van de Stanley Cup waren de Montreal Canadiens te sterk voor de ploeg uit Calgary.

### De Stanley Cup
In 1989 wonnen de Calgary Flames de Stanley Cup. Dit kwam mede door de spelers die vanaf dat jaar werden overgeheveld uit de voormalige Sovjet-Unie. Calgary was de eerste ploeg in de NHL die een speler uit de Sovjet-Unie binnenhaalde. Dit was Sergei Priakin, een aanvaller die net op tijd was voor de play-offs. Hij werd nooit een vaste waarde binnen de NHL maar maakte wel de weg vrij voor andere Russische spelers om naar de National Hockey League te komen. In 1989-1990 kwam Sergei Makarov naar de Flames. Hij won, ondanks dat hij al in de dertig was, de Calder Trophy voor rookie van het jaar. Fletcher vertrok hierna om Algemeen Directeur bij de Toronto Maple Leafs te worden.

### Wisselvallige prestaties
Na een ruildeal waarbij onder meer Doug Gilmour vertrok naar de nieuwe club van Cliff Fletcher, de Toronto Maple Leafs zakten de Calgary Flames in. Ondanks dat Theoren Fleury zich aan het ontwikkelen was tot een NHL ster misten de Flames de play-offs in 1992 voor het eerst sinds 1975, toen ze nog de Atlanta Flames waren.
De volgende drie seizoenen haalden ze de play-offs wel drie keer op rij. In deze drie seizoenen werden ze ook twee keer regionaal kampioen in de Noordwestelijke divisie. Ze werden wel elke keer in de eerste ronde uitgeschakeld.
In de jaren ’90 stegen de salarissen binnen de NHL gigantisch. De Canadese NHL teams konden het niet bijhouden (behalve de teams uit Montreal en Toronto) en zakten weg. In 1996 misten de Flames de play-offs weer en zouden de volgende zeven jaar niet terugkomen. Sterspeler Theoren Fleury moest de Flames verlaten door een ruildeal halverwege het seizoen 1998-1999 omdat hij anders een zogenaamde Free Agent zou worden. Hij vertrok naar de Colorado Avalanche waar hij het seizoen afmaakte om het jaar erna al naar de New York Rangers te vertrekken.

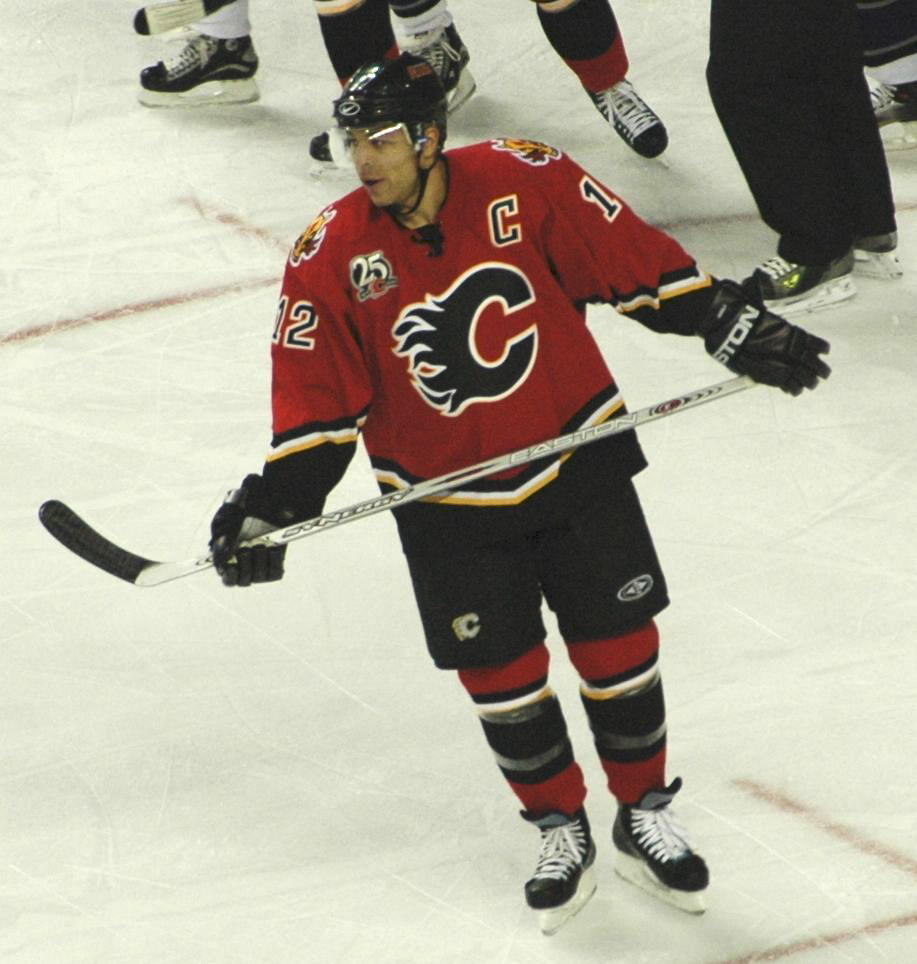
Jarome Iginla in actie

De redder voor de Calgary Flames heette Jarome Iginla. Op het moment dat de Flames bijna over de grens moesten gaan stond hij op en won de Rocket Richard Trophy en de Art Ross Trophy in het seizoen 2001-2002. Hij maakte toen 52 goals, 44 assists en dus 96 punten. In 2003-2004 deelde hij de winst van de Rocket Richard Trophy, net als Ilya Kovalchuk en Rick Nash maakte hij 41 doelpunten.

### Prestaties in de 'moderne' tijd (2004 - heden)
Na 7 jaar afwezigheid in de play-offs keerden de Calgary Flames terug in 2004. Ze versloegen in dat jaar alle regionale kampioenen van de Western Conference namelijk de Vancouver Canucks, die in 7 wedstrijden werd verslagen, vervolgens de Detroit Red Wings die een van de grote favorieten voor de titel was, en de San Jose Sharks die kampioen was van de Pacifische divisie. In de finale van de Stanley Cup moesten de Calgary Flames het opnemen tegen de Tampa Bay Lightning. Heel Canada stond achter de Flames, aangezien een Canadese ploeg voor het laatst in 1993 een Stanley Cup won, toen Montreal de sterkste was. Zelfs de ambassade van Canada in Washington had een vlag van de Calgary Flames in top naast de Vlag van Canada.
De finale duurde 7 wedstrijden, in de zesde wedstrijd won Tampa Bay in dubbele verlenging terwijl Calgary volgens vele fans al een goal had gemaakt. De scheidsrechter kende deze echter niet toe. In wedstrijd nummer zeven stond de verdediging van de Lightning als een huis waardoor Calgary maar tot weinig schoten kon komen. Tampa Bay won de zevende wedstrijd met 2-1.
Het jaar daarna ging verloren door de arbeidsconflicten. In de daarop volgende vier seizoenen bereikten de Flames onder coaches Playfair Jim en Mike Keenan de playoffs maar werden telkens in de eerste ronde uitgeschakeld. Mike Keenan werd daarop in de zomer van 2009, na twee seizoenen, ontslagen. Als nieuwe coach werd Brent Sutter aangetrokken, een broer van Flames manager Darryl Sutter. Brent Sutter gaf daarvoor het coachen van de New Jersey Devils op. 
Nadat in 2012 voor de derde keer op rij de play-offs niet werden gehaald, werden de broers Sutter ontslagen en namen Brad Treliving (general manager) en Bob Hartley (coach) het roer over. Een verjongingsproces van het team werd in gang gezet en leidde in 2013 zelfs tot het vertrek van 'monument' en aanvoerder Jarome Iginla naar de Pittsburgh Penguins, in ruil voor twee talentvolle spelers. Ondanks het niet halen van de play-offs in 2013 en 2014 hielden de Calgary Flames vast aan het ingezette traject. Met als beloning een play-off plaats in 2015. In deze play-offs werd de halve finale van de Western Conference bereikt, waarin werd verloren van de Anaheim Ducks. Een prestatie die in de jaren na het behalen van de Stanleycup in 1989, slechts één keer (in het wonderjaar 2004) eerder werd neergezet.

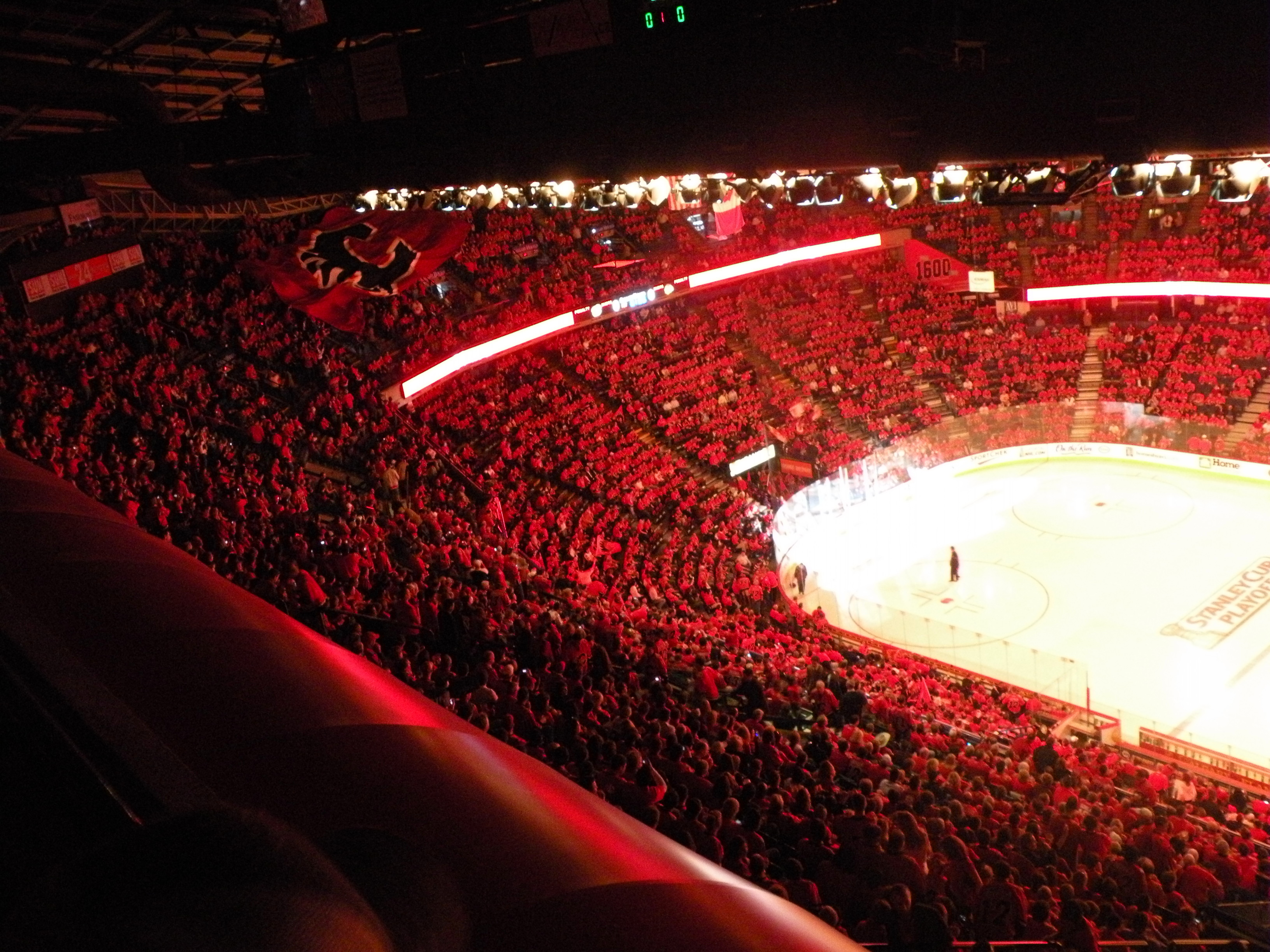
De Rode C

## De Rode C
Een uitdrukking van de Calgary Flames is De Rode C of De Rode Mijl. Tijdens de beroemde reeks die de Flames neerzetten in de play-offs van 2004 droegen alle fans in de arena het rode Calgaryshirt. De fans die het shirt niet droegen, hadden een gewoon rood shirt aan. Hierdoor werden de Flames-fans The C of Red (naar de Rode Zee) genoemd.
The Red Mile is ook een begrip onder de Calgary Flames fans. In 2004 vulden de Calgary-fans na elke wedstrijd namelijk een straat die ten Westen van het stadion loopt. Soortgelijke taferelen vonden plaats in de voor de Flames succesvolle jaren ’80. In april 2006 gaf de politie van Calgary eerst te kennen dat er strenger opgetreden zou worden tegen deze vieringen. Na een gesprek met burgemeester Dave Bronconnier besloot de politie de maatregelen wat te versoepelen. Er werd echter nog wel streng opgetreden tegen openbaar dronkenschap en het in het openbaar ontbloten van lichaamsdelen.

## Prijzen
- Stanley Cup - 1989
- Presidents' Trophy - 1988, 1989
- Clarence S. Campbell Bowl - 1986, 1989, 2004

## Play-offoptreden
- 2025 - Play-offs niet gehaald
- 2024 - Play-offs niet gehaald
- 2023 - Play-offs niet gehaald
- 2022 - Tweede ronde (Edmonton Oilers)
- 2021 - Play-offs niet gehaald
- 2020 - Eerste ronde (Dallas Stars)
- 2019 - Eerste ronde (Colorado Avalanche)
- 2018 - Play-offs niet gehaald
- 2017 - Eerste ronde (Anaheim Ducks)
- 2016 - Play-offs niet gehaald
- 2015 - Halve finale Western Conference (Anaheim Ducks)
- 2014 - Play-offs niet gehaald
- 2013 - Play-offs niet gehaald
- 2012 - Play-offs niet gehaald
- 2011 - Play-offs niet gehaald
- 2010 - Play-offs niet gehaald
- 2009 - Eerste ronde (Chicago Blackhawks)
- 2008 - Eerste ronde (San Jose Sharks)
- 2007 - Eerste ronde (Detroit Red Wings)
- 2006 - Eerste ronde (Anaheim Ducks)
- 2004 - Finale (Tampa Bay Lightning)
- 2003 - Play-offs niet gehaald
- 2002 - Play-offs niet gehaald
- 2001 - Play-offs niet gehaald
- 2000 - Play-offs niet gehaald
- 1999 - Play-offs niet gehaald
- 1998 - Play-offs niet gehaald
- 1997 - Play-offs niet gehaald
- 1996 - Eerste ronde (Chicago Blackhawks)
- 1995 - Eerste ronde (San Jose Sharks)
- 1994 - Eerste ronde (Vancouver Canucks)
- 1993 - Eerste ronde (Los Angeles Kings)
- 1992 - Play-offs niet gehaald
- 1991 - Eerste ronde (Edmonton Oilers)
- 1990 - Eerste ronde (Los Angeles Kings)
- 1989 - Winnaar Stanley Cup

## Spelers

### Bekende (oud-)spelers

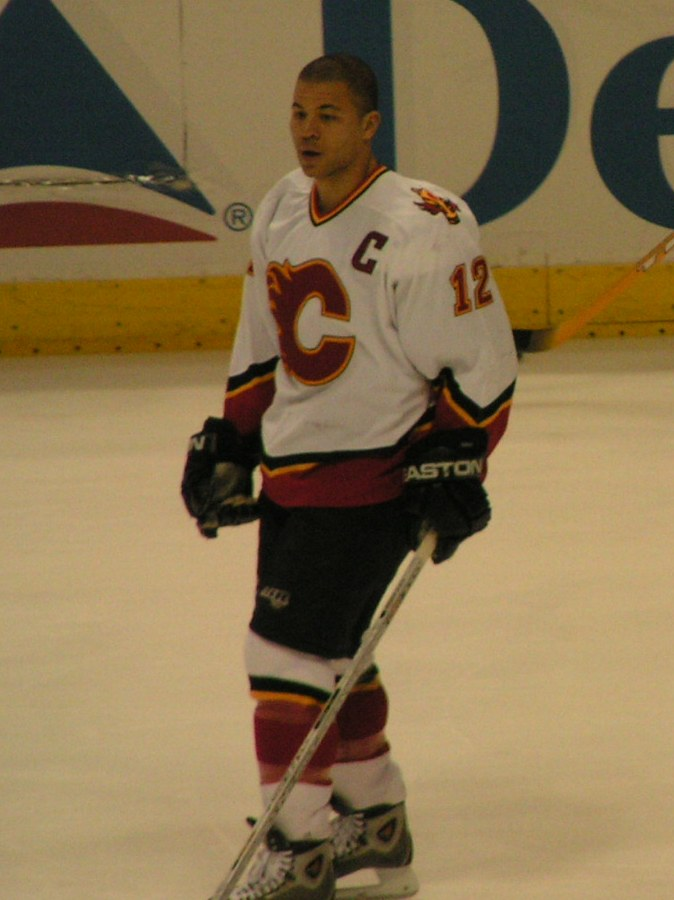
Iginla tijdens de warming-up

- Lanny McDonald Opgenomen in de Hall of Fame
- Joe Mullen Opgenomen in de Hall of Fame
- Al MacInnis Opgenomen in de Hall of Fame
- Mike Vernon Opgenomen in de Hall of Fame
- Joe Nieuwendyk Opgenomen in de Hall of Fame
- Doug Gilmour Opgenomen in de Hall of Fame
- Brett Hull Opgenomen in de Hall of Fame
- Jarome Iginla Opgenomen in de Hall of Fame
- Theoren Fleury
- Jay Bouwmeester
- Olli Jokinen
- Mikka Kiprusoff

### Teruggetrokken nummers
- 9 Lanny McDonald (1981-1989)
- 30 Mike Vernon (1982-1994, 2000-2002)
- 99 Wayne Gretzky Dit nummer wordt in de hele NHL niet meer gebruikt.

### Huidige selectie
Bijgewerkt tot 16 oktober 2021 
| #  | Naam              | Nationaliteit    | Pos. |
| -- | ----------------- | ---------------- | ---- |
| 11 | Mikael Backlund   | Zweden           | C    |
| 20 | Blake Coleman     | Verenigde Staten | C    |
| 29 | Dillon Dube       | Canada           | C    |
| 13 | Johnny Gaudreau   | Verenigde Staten | LW   |
| 42 | Glenn Gawdin      | Canada           | C    |
| 22 | Trevor Lewis      | Verenigde Staten | C    |
| 28 | Elias Lindholm    | Zweden           | C    |
| 17 | Milan Lucic       | Canada           | LW   |
| 88 | Andrew Mangiapane | Canada           | LW   |
| 23 | Sean Monahan      | Canada           | C    |
| 18 | Tyler Pitlick     | Verenigde Staten | C    |
| 15 | Brad Richardson   | Canada           | RW   |
| 24 | Brett Ritchie     | Canada           | RW   |
| 19 | Matthew Tkachuk   | Verenigde Staten | LW   |
| 47 | Connor Zary       | Canada           | C    |
| 4  | Rasmus Andersson  | Zweden           | D    |
| 44 | Erik Gudbranson   | Canada           | D    |
| 55 | Noah Hanifin      | Verenigde Staten | D    |
| 95 | Johannes Kinnvall | Zweden           | D    |
| 58 | Oliver Kylington  | Zweden           | D    |
| 26 | Michael Stone     | Canada           | D    |
| 8  | Christopher Tanev | Canada           | D    |
| 6  | Juuso Valimaki    | Finland          | D    |
| 16 | Nikita Zadorov    | Rusland          | D    |
| 25 | Jacob Markstrom   | Zweden           | GK   |
| 80 | Dan Vladar        | Tsjechië         | GK   |

## Trivia
- De A op het shirt van de alternatieve aanvoerder van Calgary is het oude logo. De vlammende A van de Atlanta Flames.
- Aanvaller Jarome Iginla had aan het eind van het seizoen 2005-2006 precies evenveel goals als assists in zijn carrière. Hij maakte van beide 285.
- Martin Gelinas maakte alle winnende goals voor Calgary in de play-offs van 2004.
- De Canadese ambassade in Washington had bij de Canadese vlag ook de vlag van de Calgary Flames hangen. Echter, bij het stadhuis van San José hing ook de vlag van de Calgary Flames. De burgemeester van die stad verloor namelijk de weddenschap over San Jose Sharks – Calgary Flames in de finale van de Western Conference. De burgemeester van San José verklaarde zijn stadhuis als wereldhoofdkwartier van Flames-fans.
- Het personage Angus MacGyver uit de televisieserie MacGyver is een groot fan van deze club. In enkele afleveringen is hij te zien in een shirt van de club, en zijn huis staat vol met prullaria. Daarnaast zijn er enkele afleveringen waarbij MacGyver een bezoek brengt aan het stadion tijdens een wedstrijd.

## Voetnoten
Eastern Conference
Western Conference